# Eduardo Mayo Rodríguez
Eduardo Mayo Rodríguez (n. Madrid; 3 de febrer de 1980) és un actor espanyol.
Va saltar a la fama interpretant a Arrieta en la sèrie Los hombres de Paco, durant la sisena temporada, que s'emet en horari de màxima audiència en Antena 3. També va participar en Servir y proteger.
El març de 2009 co-protagonitzà la minisèrie Una bala para el rey, amb Carlos Blanco (Soto), Víctor Clavijo (Torres) i Mon Ceballos (Zárate), en la que interpretaba a Imanol, en la qual interpretava a Imanol, un dels etarres que van intentar atemptar contra la vida del Rei Joan Carles I en l'estiu de 1995.

## Trajectòria professional
- Cuéntame cómo pasó (2013) - episòdic
- La que se avecina (2012) - episòdic
- Punta escarlata (2011) - com Chema (Paper secundari).
- El internado (2010) - com Curro Bermúdez / Marionetista, episòdic[3]
- Águila Roja (2010) - episòdic
- Los hombres de Paco (2008-2009) - com Joan Arrieta
- Una bala para el rey (2009) - com Imanol
- Hospital Central (2008) - episòdic
- El internado (2007) - episòdic
- Cuenta atrás (2007) - episòdic
- Servir y proteger (2018-2019) - com Gonzo (Paper recurrent).